# Matīss Miknis
Matīss Miknis (* 29. Dezember 1992 in Liepāja) ist ein lettischer Bobsportler.

## Karriere
Matīss Miknis nahm in der Saison 2014/15 zum ersten Mal am Weltcup teil und bestritt zwei Rennen im Viererbob von Uģis Žaļims, dem damals dritten lettischen Piloten hinter Oskars Melbārdis und Oskars Ķibermanis. Zur Saison 2015/16 wechselte Miknis in den Viererbob von Melbārdis und erreichte erste Top-10-Platzierungen. Im weiteren Saisonverlauf schob er erneut den Viererbob von Žaļims an und bestritt erste Rennen im Zweierbob mit Ķibermanis.
Im Zweierbob mit Oskars Ķibermanis feierte Matīss Miknis dann auch seine ersten großen Erfolge. Im Januar 2017 errang er seine erste Podiumsplatzierung mit einem zweiten Platz beim Weltcup im sächsischen Altenberg. Zwei Wochen später feierte er in St. Moritz mit Ķibermanis seinen ersten Weltcupsieg im großen Schlitten. Nach vielen weiteren Podiumsplatzierungen folgte dann erst 2020 der erste Weltcupsieg im Zweierbob ebenfalls gemeinsam mit Ķibermanis auf der Heimstrecke in Sigulda. Einen Tag später wiederholte das Duo dies an gleicher Stelle. Dieser Weltcupsieg bedeutete zugleich den ersten Europameistertitel für Miknis. Bei der Bob- und Skeleton-Europameisterschaften 2022 in St. Moritz gewann Miknis den Titel im Viererbob.